# Ligne de tramway 10 (SNCV Groupe de Mons-Borinage)
La ligne 10 est une ancienne ligne du tramway de Mons de la Société nationale des chemins de fer vicinaux (SNCV) qui reliait Mons à Ghlin.

## Histoire
Date inconnue : électrification.
État au 1er janvier 1950 : 10 Mons Gare - Ghlin
Années 1950 : suppression.

### Articles
- (en) Wim Kusee, « Tramlines in Belgium - NMVB/SNCV » [« Lignes de tramway en Belgique - SNCV/NMVB »], liste des capitaux de la SNCV, sur kusee.nl